# 셸던 쿠퍼
셸던 리 쿠퍼(Dr. Sheldon Lee Cooper)는 미국 CBS TV의 드라마 "빅뱅 이론"(The Big Bang Theory)의 등장인물로 짐 파슨스(Jim Parsons)가 연기한다. 셸던 쿠퍼는 캘리포니아 공과 대학교(칼텍)에서 일한다. 쉘든은 매우 지적인 이미지를 갖고 있으며, 쉘든은 대부분의 에피소드에서 웃음을 유발하는 중심인물이다.

## 인물 성격
두 개의 박사 학위가 있고 4인 중에서 가장 똑똑하다. 높은 아이큐(187)와 방대한 지식을 가졌으나 사회성이 아주 부족하다. 모든 일에 계획을 세우고 행동하며, 월, 화, 수, 목, 금요일에 입는 옷과 먹는 음식과 하는 행동이 정해져 있다. 자신의 전용 자리가 있다. TV와의 각도도 정면이 아니라서 대화가 끊기지 않고 각이 너무 커서 양쪽 눈에 의한 시차가 생기지도 않는 자리(본인 曰)이다. 그렇기 때문에 항상 그 자리에 앉기를 고집하고, 다른 사람들이 앉는 것을 매우 싫어한다.
자신의 천재성을 인정해주지 않는 독실한 기독교 집안에서 자랐다. 특히 쉘든의 어머니 메리 쿠퍼는 매우 독실한 기독교도이다. 이런 점 때문에 학자 집안에서 자란 레너드를 부러워한다.(오직 집안 환경만) 할머니에 대해서는 특별한 애정을 가지고 있다.
만화책, 비디오 게임, 공상과학물을 좋아한다. 웨슬리 크러셔 역의 윌 휘튼에게는 악감정이 있는데, 코믹콘에서 웨슬리 크러셔 피규어에 윌 휘튼의 싸인을 받으려 했지만 윌 휘튼이 불참해서 싸인을 받지 못한 이후로 그를 원수처럼 생각한다.
강박 관념 비슷한 것을 가지고 있다. 노크할 때 반드시 세 번씩 하는 것도 그런 것에서 비롯된 것이다. 셸든의 여자친구 에이미는 시즌 7 5화에서 "언젠가는 그가 반복에 대한 열정을 더 유용한 곳에 쓸 수 있기를 바래"라고 하기도 했다.
위생 관념이 철저하다. 세균 감염의 위험성 때문에 버스를 탈 때는 버스 바지(바지 위에 한 겹 더 입는 것)를 입는다.
알코올에 굉장히 약하다. 술을 마시게 되면 바로 만취 상태가 돼서 술주정을 한다.
기차의 열렬한 팬이기도 하다. 장난감 기차를 가지고 노는 걸 즐기며, 철도에 대해서는 다 꿰고 있다.

## 평가
2009년 6월 16일, 짐 파슨스는 셸던 쿠퍼를 연기하면서 에미상에 최고 코미디 남자주인공 후보에 올랐다. 2009년 8월,그는 코미디 남자주인공 대상을 받았다. 2010년 8월 29일 , 짐 파슨스는 셸던 쿠퍼역으로 에미상 최고 코미디 남자주인공으로 수상했다.

## 같이 보기
- 빅뱅 이론 (시트콤)